# Fringe Rocks
Die Fringe Rocks (englisch für Saumfelsen) sind eine Gruppe Rifffelsen vor der Loubet-Küste des Grahamlands auf der Antarktischen Halbinsel. Sie bilden den Westrand der Saffery-Inseln.
Teilnehmer der British Graham Land Expedition (1934–1937) unter der Leitung des australischen Polarforschers John Rymill kartierten sie. Das UK Antarctic Place-Names Committee benannte sie 1959 nach ihrer geographischen Position am Rand einer Schiffspassage zwischen den Safferty- und den Trump-Inseln.